# Prepona violaceopunctata
Prepona violaceopunctata är en fjärilsart som beskrevs av Le Moult 1932. Prepona violaceopunctata ingår i släktet Prepona och familjen praktfjärilar. Inga underarter finns listade i Catalogue of Life.